# Elapinae
Elapinae is een onderfamilie van slangen die behoort tot de familie koraalslangachtigen (Elapidae). Er zijn enige honderden soorten in 44 geslachten.
De groep werd voor het eerst wetenschappelijk beschreven door Friedrich Boie in 1827. Alle soorten zijn giftig. De beet van sommige elapiden is zeer gevaarlijk voor de mens en kan fataal aflopen.

## Taxonomie
De onderfamilie wordt verdeeld in 44 geslachten, die onderstaand zijn weergegeven met de auteur, het soortenaantal en het verspreidingsgebied. 
| Geslachten van de onderfamilie Elapinae | Geslachten van de onderfamilie Elapinae       | Geslachten van de onderfamilie Elapinae | Geslachten van de onderfamilie Elapinae |
| Naam                                    | Auteur                                        | Soorten                                 | Verspreiding |
| --------------------------------------- | --------------------------------------------- | --------------------------------------- | --- |
| Acanthophis                             | Daudin, 1803                                  | 8                                       | Azië; Indonesië, Papoea-Nieuw-Guinea, en Australië |
| Schildcobra's (Aspidelaps)              | Fitzinger, 1843                               | 2                                       | Afrika; Angola, Namibië, Botswana, Zimbabwe, Zuid-Afrika en Mozambique |
| Aspidomorphus                           | Fitzinger, 1843                               | 3                                       | Azië; Indonesië en Papoea-Nieuw-Guinea |
| Austrelaps                              | Worrel, 1963                                  | 3                                       | Australië |
| Kraits (Bungarus)                       | Daudin, 1803                                  | 16                                      | Azië; Afghanistan, Bangladesh, Bhutan, Brunei, Cambodja, China, India, Indonesië, Iran, Laos, Macau, Maleisië, Myanmar, Nepal, Pakistan, Singapore, Sri Lanka, Thailand en Vietnam |
| Cacophis                                | Günther, 1863                                 | 4                                       | Australië |
| Calliophis                              | Gray, 1835                                    | 15                                      | Azië; Myanmar, Thailand, Maleisië, Vietnam, Cambodja, Thailand, Laos, Sri Lanka, India, Indonesië, Singapore, Filipijnen en Bangladesh |
| Cryptophis                              | Worrell, 1961                                 | 5                                       | Azië; Papoea-Nieuw-Guinea en Indonesië, en Australië |
| Demansia                                | Gray, 1842                                    | 14                                      | Azië; Papoea-Nieuw-Guinea, en in Australië |
| Mamba's (Dendroaspis)                   | Schlegel, 1848                                | 4                                       | Grote delen van Afrika |
| Denisonia                               | Krefft, 1869                                  | 2                                       | Australië |
| Drysdalia                               | Worrell, 1961                                 | 3                                       | Australië |
| Echiopsis                               | Leopold Fitzinger, 1843                       | 1                                       | Australië |
| Elapognathus                            | Boulenger, 1896                               | 2                                       | Australië |
| Elapsoidea                              | Bocage, 1866                                  | 10                                      | Afrika; Congo-Kinshasa, Kenia, Soedan, Burundi, Tanzania, Rwanda, Ethiopië, Somalië, Oeganda, Tsjaad, Centraal-Afrikaanse Republiek, Kameroen, Soedan, Mozambique, Zambia, Botswana, Zuid-Afrika, Namibië, Malawi, Zimbabwe, Angola, Benin, Burkina Faso, Ghana, Ivoorkust, Malawi, Mali, Mauritanië, Niger, Nigeria, Swaziland, Senegal, Gambia, Guinee, Guinee-Bissau, Togo en Congo-Brazzaville |
| Furina                                  | Duméril, 1853                                 | 5                                       | Australië |
| Hemachatus                              | Fleming, 1822                                 | 1                                       | Afrika; Zuid-Afrika, Zimbabwe, Lesotho en Swaziland |
| Hemiaspis                               | Fitzinger, 1861                               | 2                                       | Australië |
| Hemibungarus                            | Peters, 1862                                  | 3                                       | Azië; Filipijnen |
| Hoplocephalus                           | Wagler, 1830                                  | 3                                       | Australië |
| Platstaarten (Laticauda)                | Laurenti, 1768                                | 8                                       | Azië en Australië |
| Loveridgelaps                           | Boulenger, 1890                               | 1                                       | Azië; Salomonseilanden |
| Micropechis                             | Lesson, 1830                                  | 1                                       | Azië; Indonesië en Papoea-Nieuw-Guinea |
| Micruroides                             | Kennicott, 1860                               | 1                                       | Noord- en Midden-Amerika; Verenigde Staten en Mexico |
| Koraalslangen (Micrurus)                | Wagler, 1824                                  | 81                                      | Noord-Amerika, Midden- en Zuid-Amerika; Frans-Guyana, Guyana, Colombia, Ecuador, Peru, Brazilië, Bolivia, Peru, Panama, Uruguay, Argentinië, Paraguay, Nicaragua, Costa Rica, Honduras, Mexico, Suriname, Venezuela, Trinidad, Verenigde Staten en El Salvador |
| Echte cobra's (Naja)                    | Laurenti, 1768                                | 33                                      | Afrika, Azië en het Midden-Oosten |
| Neelaps                                 | A.M.C. Duméril, Bibron & A.H.A. Duméril, 1854 | 2                                       | Australië |
| Notechis                                | George Albert Boulenger, 1896                 | 1                                       | Australië |
| Ogmodon                                 | Peters, 1864                                  | 1                                       | Azië; Fiji |
| Ophiophagus                             | Günther, 1864                                 | 1                                       | Azië; Bangladesh, Bhutan, Cambodja, Filipijnen, Hongkong, India, Indonesië, Laos, Maleisië, Myanmar, Nepal, Singapore, Thailand en Vietnam, China en de Filipijnen |
| Oxyuranus                               | Kinghorn, 1923                                | 3                                       | Azië; Papoea-Nieuw-Guinea en Indonesië, en Australië |
| Parapistocalamus                        | Roux, 1934                                    | 1                                       | Azië; Papoea-Nieuw-Guinea en de Salomonseilanden |
| Pseudechis                              | Wagler, 1830                                  | 9                                       | Azië; Papoea-Nieuw-Guinea, Indonesië en in Australië |
| Pseudohaje                              | Günther, 1858                                 | 2                                       | Afrika; Angola, Burundi, Kameroen, Centraal-Afrikaanse Republiek, Congo-Kinshasa, Congo-Brazzaville, Gabon, Ghana, Ivoorkust, Kenia, Nigeria, Rwanda, Oeganda, Sierra Leone, Liberia en Guinea |
| Pseudonaja                              | Günther, 1858                                 | 9                                       | Australië |
| Rhinoplocephalus                        | Müller, 1885                                  | 1                                       | Australië |
| Salomonelaps                            | McDowell, 1970                                | 1                                       | Salomonseilanden |
| Simoselaps                              | Jan, 1859                                     | 4                                       | Australië |
| Sinomicrurus                            | Slowinski, Boundy & Lawson, 2001              | 8                                       | Azië; India, Nepal, Bangladesh, Bhutan, Myanmar, Thailand, Vietnam, China, Japan, Taiwan en Laos |
| Suta                                    | Worrell, 1961                                 | 11                                      | Australië |
| Toxicocalamus                           | Boulenger, 1896                               | 11                                      | Azië; Indonesië |
| Tropidechis                             | Albert Günther, 1863                          | 1                                       | Australië |
| Vermicella                              | John Edward Gray in Günther, 1858             | 6                                       | Australië |
| Walterinnesia                           | Lataste, 1887                                 | 2                                       | Midden-Oosten en noordoostelijk Afrika; Israël, Saoedi-Arabië, Jordanië, Egypte, Irak, Syrië, Iran, Turkije en Koeweit en mogelijk in Libanon |